# Chalinula ecbasis
Chalinula ecbasis är en svampdjursart som först beskrevs av De Laubenfels 1930.  Chalinula ecbasis ingår i släktet Chalinula och familjen Chalinidae. Inga underarter finns listade i Catalogue of Life.